# Amore romantico

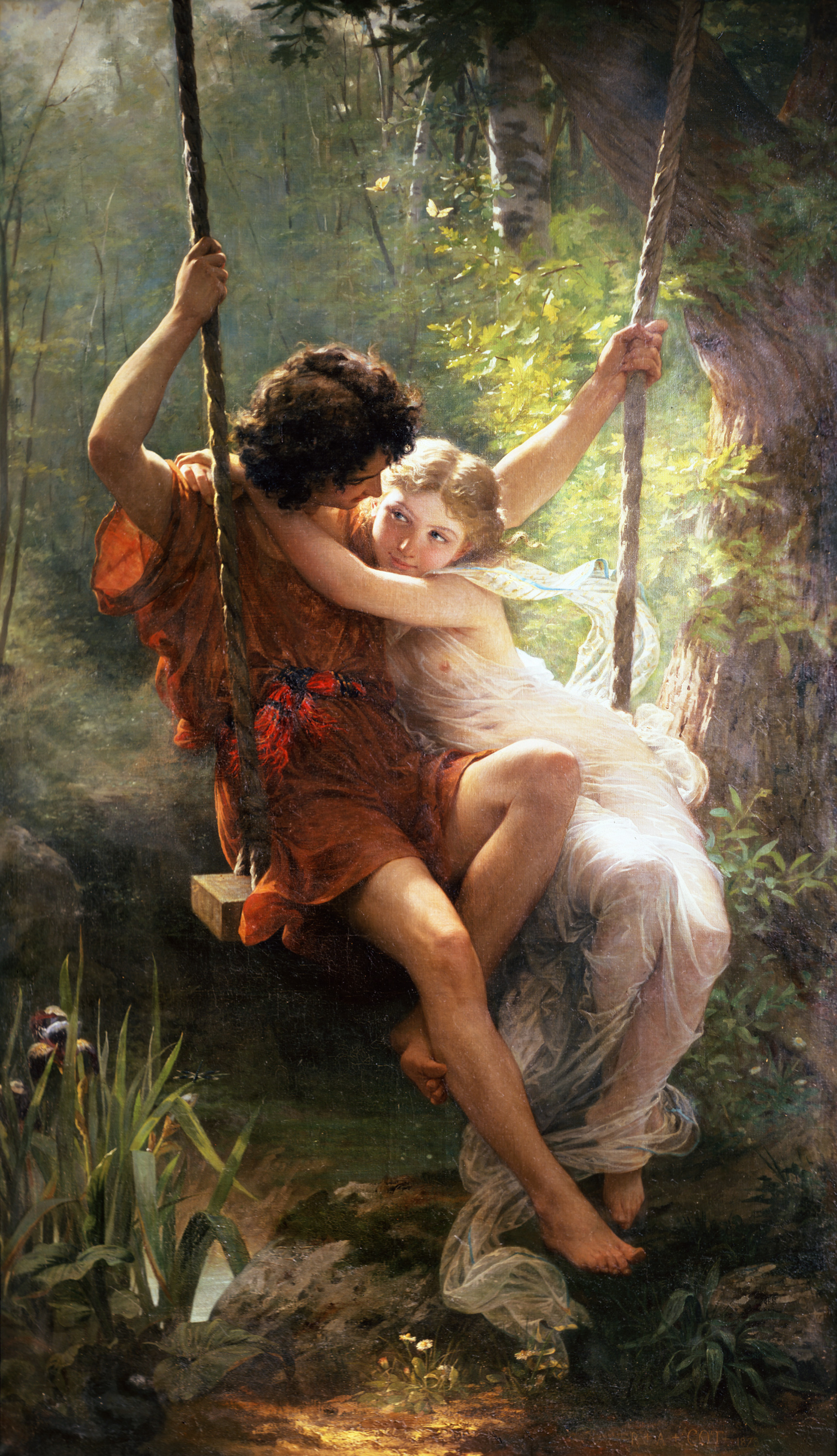
Le Printemps ("La Primavera", 1873), Pierre Auguste Cot.

L'amore romantico è un tipo di amore spesso idealizzato e di attrazione verso un'altra persona, caratterizzato da un piacevole coinvolgimento emotivo e un'espressività artistica dei propri sentimenti attraverso parole e azioni, spesso accompagnato dall'attrazione sessuale.
Evolutivamente, ha mantenuto la creazione di molte relazioni interpersonali stabili tra coppie nell'umanità. A seconda dei desideri e dei progetti di ciascuno, la relazione romantica può finire dopo un po' o diventare duratura.
Esempi di circostanze spesso legate all'amore romantico tra partner in intimità sono una passeggiata sulla spiaggia, un pic-nic al tramonto, una cena illuminata da candele in casa, una notte di passione, scrivere una lettera d'amore o ammirare fuochi da campeggio e caminetti.
A differenza dell'amore platonico, quello romantico ha aspettative fisiche o addirittura erotiche, ed è frutto dell'attrazione nei confronti di un'altra persona e dei suoi comportamenti di corteggiamento intrapresi per esprimere quei sentimenti generali e le emozioni che ne derivano.
Nel contesto delle relazioni di amore romantico il romanticismo implica di solito l'espressione del proprio sentimento o desiderio emotivo profondo di collegarsi intimamente a un'altra persona. Storicamente il termine "storia d'amore" (romance) ha la sua origine con l'ideale cavalleresco medievale così come viene indicato nella letteratura cavalleresca.
Gli esseri umani hanno una naturale inclinazione a formare legami con altri soggetti sia attraverso le interazioni sociali, sia tramite la comunicazione verbale o i gesti di comunicazione non verbale; con alcune persone queste interazioni possono estendersi oltre quello che si può intendere come un rapporto di amore platonico. Relazioni sentimentali positive sono parte fondante e cruciale del sistema sociale.

## Definizioni generali
Il dibattito su una definizione esatta di amore romantico può essere trovato tanto in letteratura quanto nelle opere di psicologi, filosofi, biochimici e di altri professionisti e specialisti. Il termine "amore romantico" è relativo, ma generalmente accettato come definizione che distingue momenti e situazioni, all'interno delle relazioni intime degli individui, contribuendo a dare una "connessione significativa" al rapporto.
Letterariamente può essere inteso come una relazione di tipo drammatico costituita da uno strettissimo, profondo ed intenso sentimento amoroso.

### Relazioni romantiche

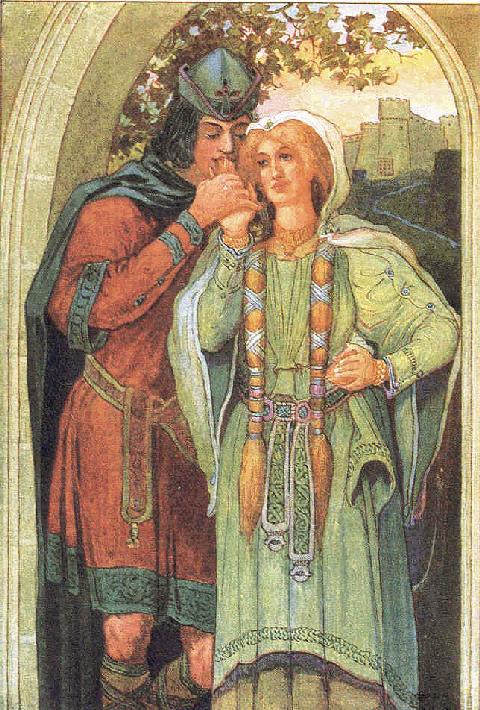
Il mito di Tristano e Isotta, secondo Denis de Rougemont uno dei prototipi letterari (con Tristano in prosa) di amore romantico.

Durante le fasi iniziali di un rapporto romantico, viene posto generalmente un maggior accento sulle emozioni (affinità psicologica, intimità interiore, compassione, apprezzamento e senso di gratitudine) rispetto ad un'intimità fisica. L'amore romantico nelle sue prime fasi è spesso caratterizzato da una certa insicurezza ed ansia emotiva; all'interno di un rapporto consolidato l'amore romantico può essere definito come liberazione o ottimizzazione dell'intimità in un modo particolarmente ricco e naturale, in una maggior spiritualità, ironia ma anche timore che tale relazione possa venir messa in pericolo.
Culturalmente il fidanzamento e il matrimonio combinato sono abitudini che possono entrar in conflitto con la "storia d'amore" a causa della natura delle loro disposizioni; è tuttavia possibile che una forte relazione romantica in certi casi esista anche tra partner di un'unione combinata.

### Definizioni storiche

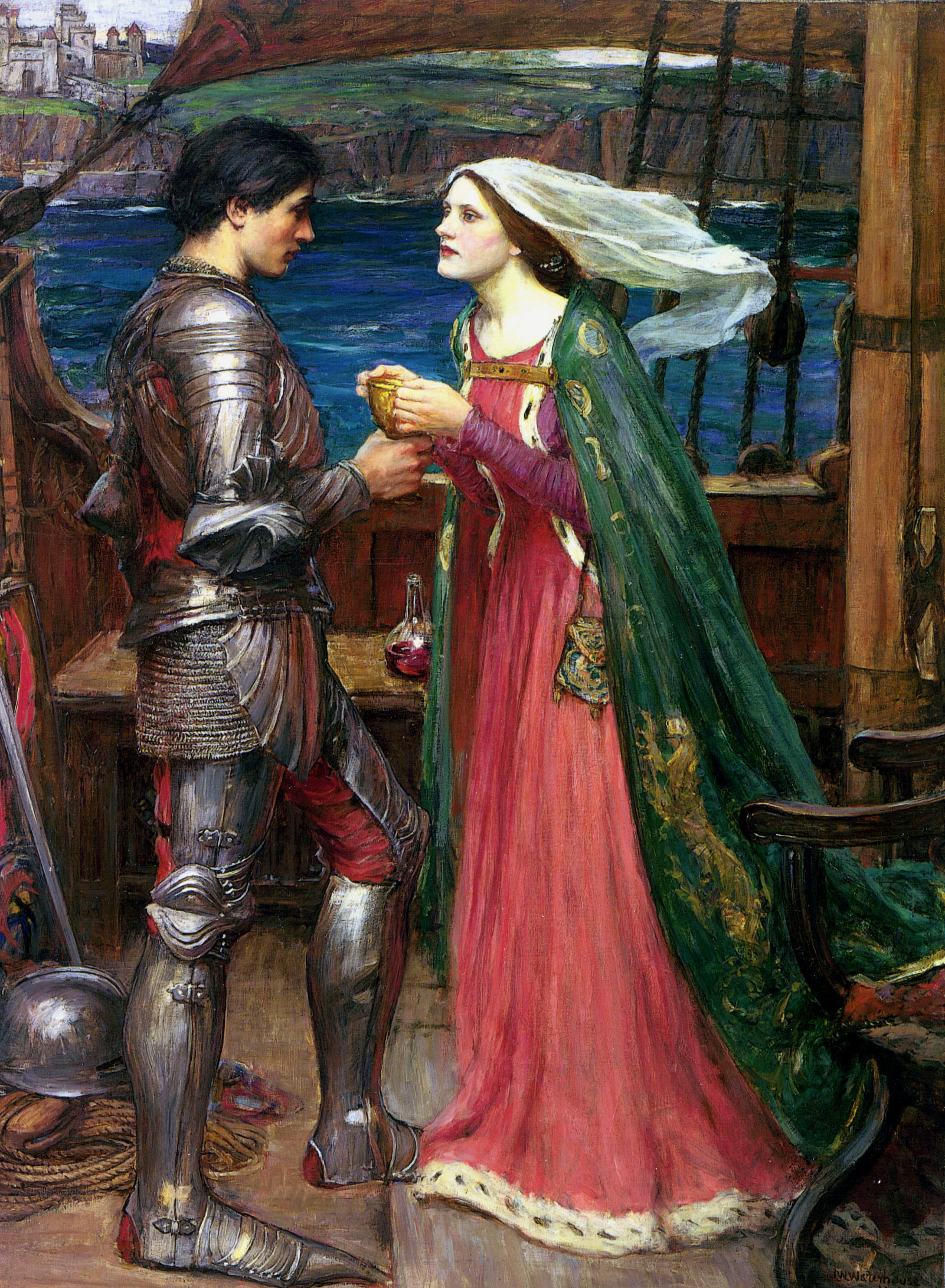
Tristano e Isotta con la Pozione (1916), John William Waterhouse.

Gli storici ritengono che l'attuale parola anglosassone "romance" indicante il sentimento romantico in amore si sia sviluppata all'interno del dialetto vernacolare partendo dalla prosa poetica della narrativa francese; quegli scritti prodotti all'interno delle classi sociali d'élite, riferendosi a quello stile "romanzato" caratteristico che veniva dato alla storia d'amore descritta. Il racconto medioevale europeo, solitamente di avventura cavalleresca, comincia a combinarsi con l'idea d'amore soprattutto partire dal XVI secolo con i grandi poemi italiani Orlando furioso e Gerusalemme liberata.
La parola "storia d'amore" si è anche sviluppata in altre lingue con altri significati, come all'inizio del XIX secolo i termini spagnoli e italiani indicanti il genere "avventuroso" e "appassionato" spesse volte si combinavano con l'idea di amore, specificamente nelle sue qualità più idealistiche.
Nelle società con culture di tipo primitivo la tensione esistente tra erotismo e vincolo sociale del matrimonio, è stato per lo più espresso in forma di tabù riguardante il ciclo mestruale e il parto. Gli studi di antropologia, ad esempio di quelli di Claude Lévi-Strauss dimostrano che vi erano forme complesse di corteggiamento fin dall'antichità, così come vi sono nelle società primitive contemporanee; non vi può esser la prova certa, tuttavia, che i membri di tali società formassero e s'impegnassero in relazioni d'amore distinte dalle loro abitudini consolidate in una maniera parallela al romanticismo moderno.

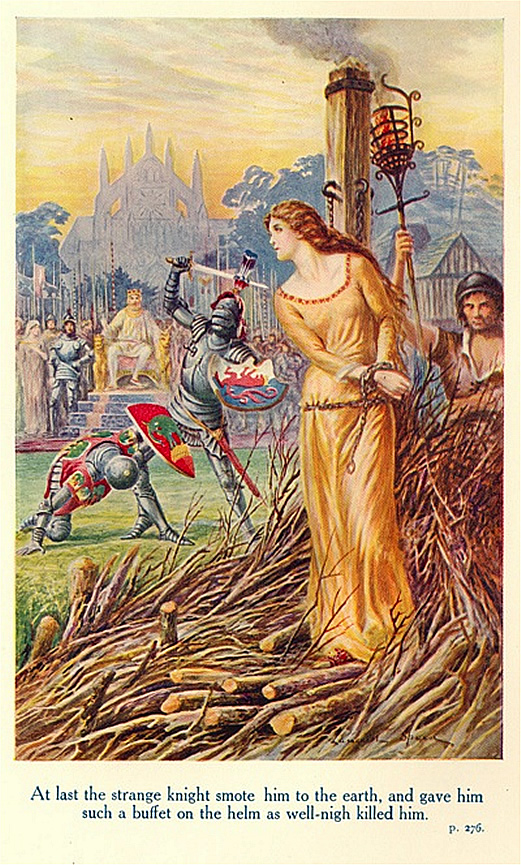
Sir Lancillotto che salva la sua Signora, la regina Ginevra.

Anche prima del XVIII secolo vi sono state molte unioni non organizzate e matrimoni non combinati, frutto quindi di relazioni più o meno spontanee; ma è a partire dall'800 i cosiddetti rapporti illeciti assunsero un ruolo sempre più indipendente: ora, quest'illeicità, all'interno dell'ordinamento costitutivo del matrimonio borghese, ha avuto più probabilità di causare forti tensioni.

Il professor Bonnie G. Smith della Rutgers University nel suo Ladies of the Leisure Class ("Signore della classe agiata") raffigura il corteggiamento rituale e il matrimonio conseguente vigente nei secoli passati come fortemente oppressivo rispetto alla visione che si ha dell'amore ai giorni d'oggi: «Quando i giovani dell'Europa del Nord si sposavano, lo facevano senza alcuna illusione d'amore romantico. Agivano bensì all'interno di un quadro sociale che vedeva la riproduzione della linea di sangue come preoccupazione fondamentale, in base ad interessi finanziari, professionali e a volte politici».
Solamente con la rivoluzione sessuale sono parzialmente diminuiti i conflitti in relazione al binomio amore-matrimonio, anche se non del tutto eliminati.
Il sociologo britannico Anthony Giddens, nel suo libro La trasformazione dell'intimità. Sessualità, amore ed erotismo nelle società moderne, afferma che l'amore romantico ha introdotto l'idea di una narrazione in stile poetico nella vita dell'individuo; raccontare storie d'amore è stato tra l'altro uno dei compiti principali della letteratura romantica. Secondo Giddens l'ascesa dell'idea di amore romantico è più o meno coincisa con la nascita e l'emergere del romanzo moderno (tra fine XVIII e inizio XIX secolo): fu proprio allora che la concezione di amore romantico, associata e strettamente connessa con l'idea di Libertà - e quindi con la forma più ideale di amore - crea il legame intercorrente tra libertà individuale e realizzazione del sé o autorealizzazione.
David R. Shumway nel suo libro "Romance, Intimacy, and The Marriage Crisis" afferma che il discorso riguardante l'intimità emerse solo nella seconda metà del XX secolo, e che questo discorso si è affermato come esser in grado di spiegare sia il matrimonio che altre relazioni, ad esempio quelle di tipo lavorativo. Per il discorso sull'intimità la vicinanza emotiva risulta essere molto più importante della mera passione fisica: questo significa che il concetto d'intimità e quello di romanticismo convivono perfettamente in uno.

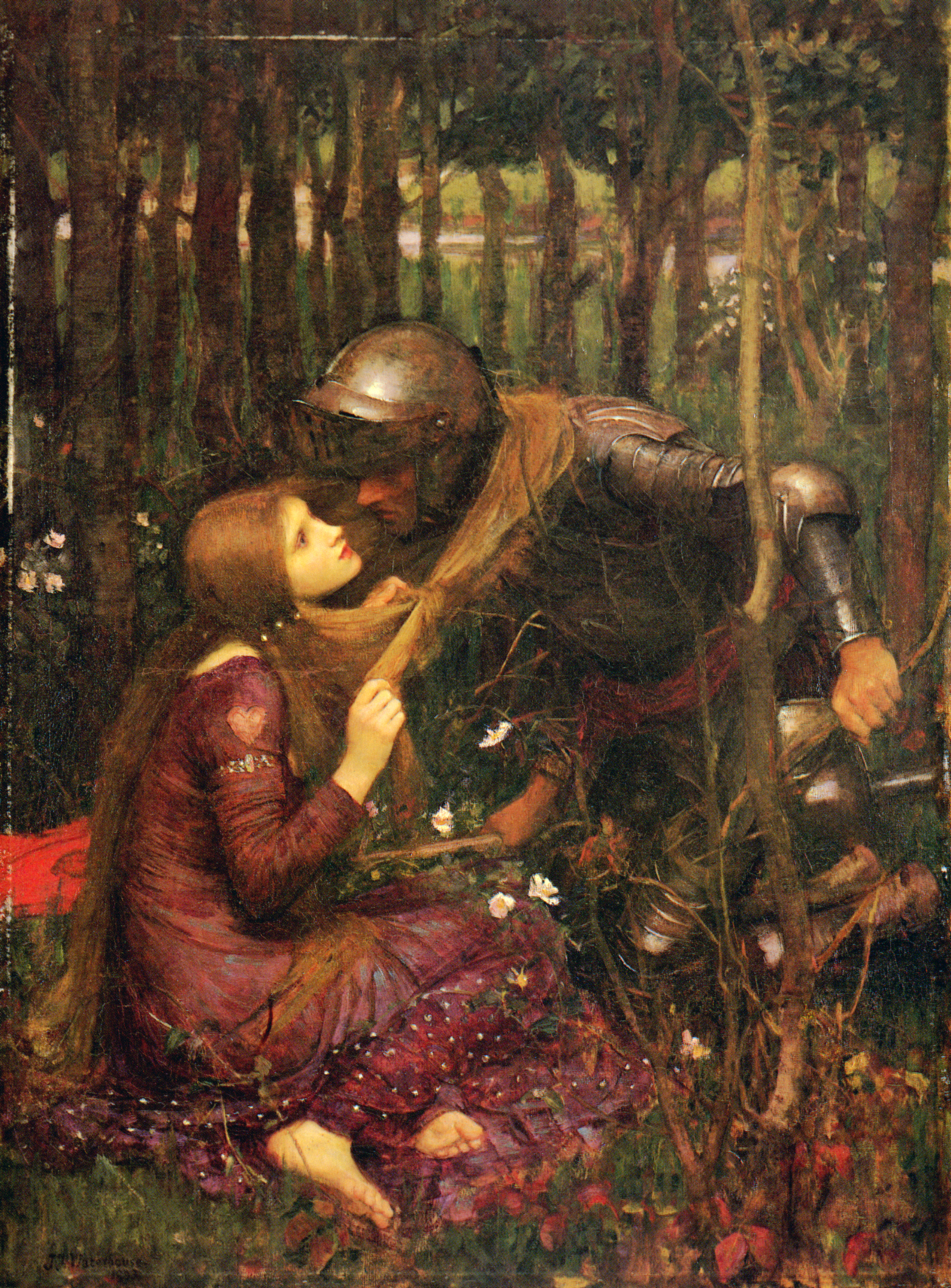
"La Belle Dame sans Merci" (1893), di John William Waterhouse. Tratto dalla ballata omonima di John Keats.

Il XXI secolo ha veduto la sempre maggior crescita della globalizzazione, con le persone che vivono ora in un mondo perennemente in trasformazione, con cambiamenti che interessano quasi ogni aspetto della vita dell'individuo, e l'amore non ha fatto in ciò eccezione. Un esempio dei cambiamenti sperimentati nelle relazioni è stato esplorato da Giddens in merito alle coppie gay: secondo l'autore, in quanto gli omosessuali non erano in grado di sposarsi sono stati costretti, pionieristicamente, a relazioni più aperte e negoziate. Questo tipo di relazione aperta ha poi permeato anche la popolazione eterosessuale.
Shumway afferma anche che insieme con la crescita del modello dato al capitalismo i vecchi rapporti sociali si sono sempre più velocemente dissolti, compreso quello costituito dal "sacro vincolo matrimoniale"; il significato del matrimonio è cambiato innanzi tutto per le donne, in quanto si sono riconosciute sempre meno disposte ad accettare relazioni infelici, sperimentando soluzioni alternative socialmente accettabili e, conseguentemente, con un tasso di divorzio fortemente accresciuto.
Il discorso sull'amore romantico continua ad esistere ancor oggi. Shumway afferma che da un lato il romanticismo è la parte che offre avventure ed emozioni intense, offrendo una maggior possibilità rispetto ai tempi andati di poter trovare il "compagno perfetto"; d'altra parte l'intimità offre una comunicazione profonda, uno stretto sentimento amicale, una condivisione di lunga durata.

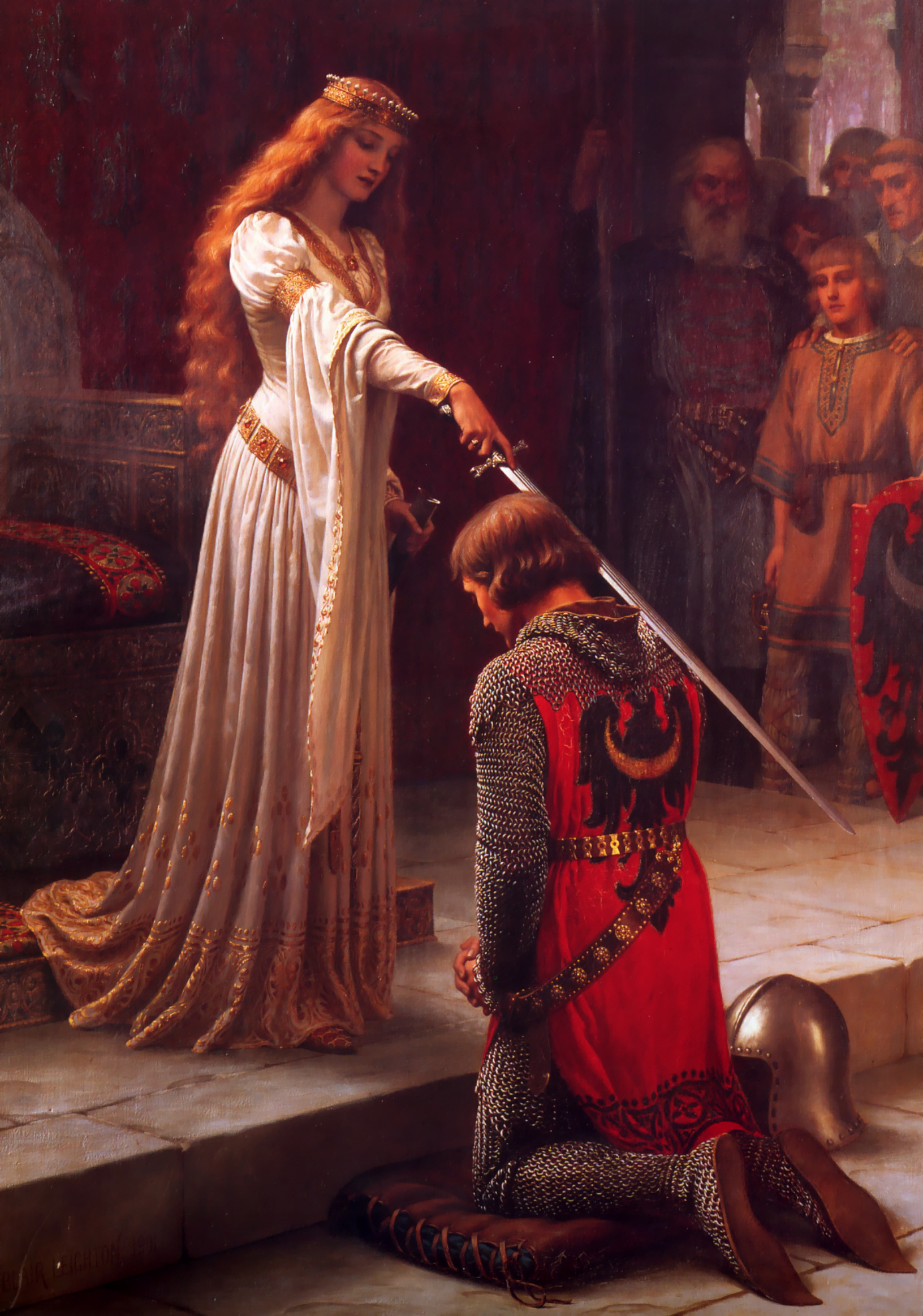
"The Accolade" (1901) di Edmund Blair Leighton: la Signora e il suo cavaliere devoto.

L'analista junghiano Robert Johnson ritiene l'amore romantico «l'unico grande sistema energetico nella psiche occidentale. Nella nostra cultura ha soppiantato la religione come sfera in cui uomini e donne cercano significato, trascendenza, integrità ed estasi».
La psicologa Doroty Tennov nel 1979 pubblicò uno studio condotto su più di 500 persone innamorate e coniò il termine limerence per descrivere lo stato mentale di chi si innamora perdutamente considerandolo uno stato mentale ossessivo-compulsivo.

L'antropologa Helen Fischer ha condotto diverse ricerche sull'amore romantico, sottoponendo a risonanza magnetica cerebrale diverse persone innamorate, scoprendo come nelle diverse fasi di innamoramento sono attivate aree specifiche del cervello con produzione di ormoni ed endorfine tipici.

### Divulgazione del concetto
La concezione di amore romantico è stato reso popolare nella cultura occidentale a partire dalla sua assimilazione all'amor cortese. Il "cavaliere", membro della cavalleria medievale, si trovava impegnato di solito in quelli che erano rapporti non-fisici e non-coniugali con donne della nobiltà a cui offrivano i loro servigi. Queste relazioni erano altamente elaborate e ritualizzate in una complessità che è stata immersa in un contesto tradizionale, derivato dalle teorie del galateo acquisite in cavalleria come codice morale di condotta.
La nozione di devozione, costitutiva dell'amor cortese, era spesso soggetto poetico-letterario dei trovatori, e può essere trovato in una varietà di attività artistiche tipiche dell'epoca, dalla narrazione lirica alla prosa poetica del tempo. Dal momento che il matrimonio era comunemente niente più di un accordo formale, l'amor cortese consentiva a volte espressioni di vicinanza emotiva che potevano essere carenti dall'unione ufficiale tra marito e moglie.
In termini di amor cortese la parola "amante", non aveva necessariamente implicazioni sessuali, ma era per lo più riferita ad un impegnarsi nell'atto di prendersi cura e d'intimità emotiva con la propria Signora. Il legame tra un cavaliere e la sua Signora, donna generalmente di alto grado che si trovava a servire, potrebbe aver intensificato psicologicamente un sentimento amoroso, ma raramente si sarebbe espresso poi anche fisicamente.
Per il cavalierato durante tutta l'epoca medioevale, l'importanza intrinseca di un codice di condotta era in larga parte espresso come sistema di valori e di regole codificate che svolgevano un ruolo di guida per aiutare il cavaliere nella sua qualità di difensore degli oppressi, ma soprattutto per aiutarlo nel suo servizio al Signore e alla sua Dama.

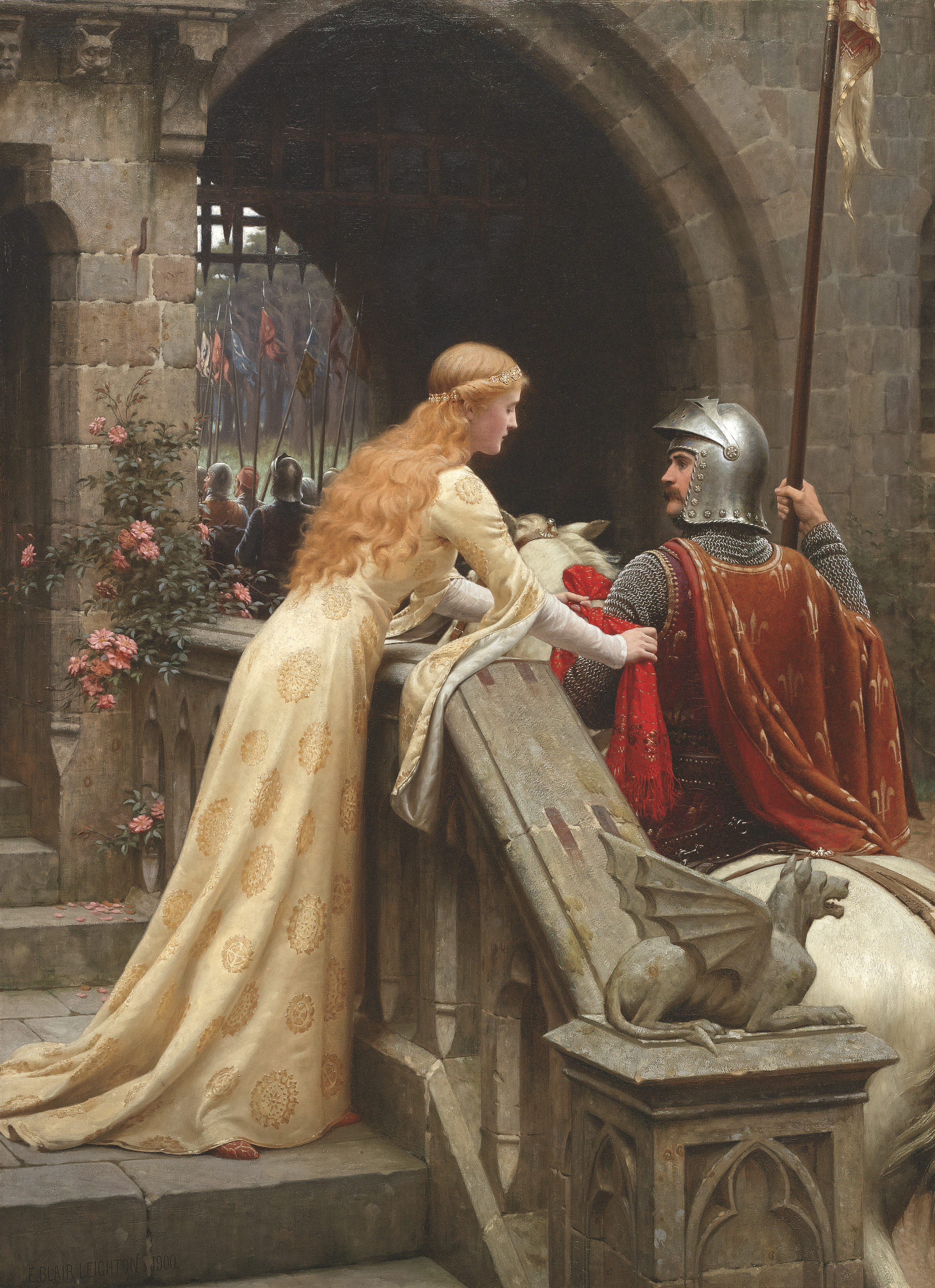
Buona fortuna! (1900) di Edmund Blair Leighton: una dama che concede il suo "favore" a un cavaliere in assetto di battaglia.

Nel contesto del servizio dovuto ad una donna di alto rango sociale, l'etica stabilita era effettivamente designata da fermi codici di condotta, istituiti sia per fornire una solida base morale sia per contrastare l'idea che le attenzioni e gli affetti provati nei confronti della Dama - superando un certo limite - risultassero poi inadatti diventano così un "gioco segreto di appuntamenti a porte chiuse".

Pertanto un cavaliere ben addestrato nei fondamenti della cavalleria s'incaricava con special enfasi di servire onorevolmente una Signora, con somma purezza di cuore e di mente. A tal fine s'impegnava per il benessere di entrambi, Lord e Lady, con incrollabile disciplina e devozione mentre allo stesso tempo sosteneva i principi fondamentali enunciati nel codice cavalleresco e dalla religione che professava.
Le meditazioni religiose sulla Vergine Maria sono state parzialmente responsabili dello sviluppo della cavalleria come stile di vita etico; il concetto di onore e cavalleresca devozione alla "Madre di Dio", accoppiato ad rispetto assoluto nei confronti di tutte le donne, ha preso sempre più piede divenendo centrale per la stessa auto-identità del cavaliere durante il Medioevo.
Come il "cavalierato" venne sempre più emulato, le eventuali modifiche del concetto si sono riflessi anche nel funzionamento interno della società feudale. I membri dell'aristocrazia furono istruiti nei principi della cavalleria, il che ha facilitato importanti cambiamenti nelle attitudini e negli atteggiamenti nei confronti delle donne in generale ed il valore da attribuire loro all'interno d'un contesto relazionale.

I modi in cui un cavaliere doveva considerare se stesso e i suoi comportamenti verso una Signora seguiva il pensiero che indicava la Virtù come radicata nel carattere; il cavaliere è colui che si comporta sempre con grazia, dedicando alla donna la massima cortesia ed attenzione e conferendole la massima importanza. Quest'ideale pratico si trasmetteva e rivolgeva nelle sue varie sfumature a tutte le donne, come un'eco e indipendentemente dalla classe sociale, dall'età o dallo stato d'appartenenza.
Nel corso del tempo il concetto di cavalleria e la nozione di cortesia da gentiluomo è divenuto il sinonimo e l'ideale della maniera in cui dovrebbe essere costituito il rapporto di "amore e romanticismo" tra i sessi. Attraverso la divulgazione tramite l'arte e la letteratura di storie riguardanti cavalieri e principesse, re e regine, si è contribuito a modellare e formare nel subcosciente le relazioni tra uomini e donne.
Alcuni credono che l'amore romantico si sia evoluto in modo indipendente nelle diverse culture. Ad esempio, in un articolo presentato da Henry Grunebaum viene sostenuto che la psicoterapia crede erroneamente che l'amore romantico sia un fenomeno unico delle culture occidentali espresso per la prima volta dai trovatori medioevali.
La terminologia più attuale - ed evolutosi all'interno della tradizione occidentale - del significato di amor cortese (o "amore da lontano") o l'idea generale di amore romantico si crede abbia avuto origine verso la fine dell'800, soprattutto da parte della cultura francese. Quest'idea è anche ciò che ha spinto il collegamento tra le parole "romantico" e "amante". Anche se il termine storia d'amore o gli equivalenti della stessa possono non avere l'identica connotazione in altre culture, l'idea generale di amore romantico pare abbia attraversato molte e diverse culture e sia stato accettato legittimamente come concetto in alcuni momenti della loro storia.

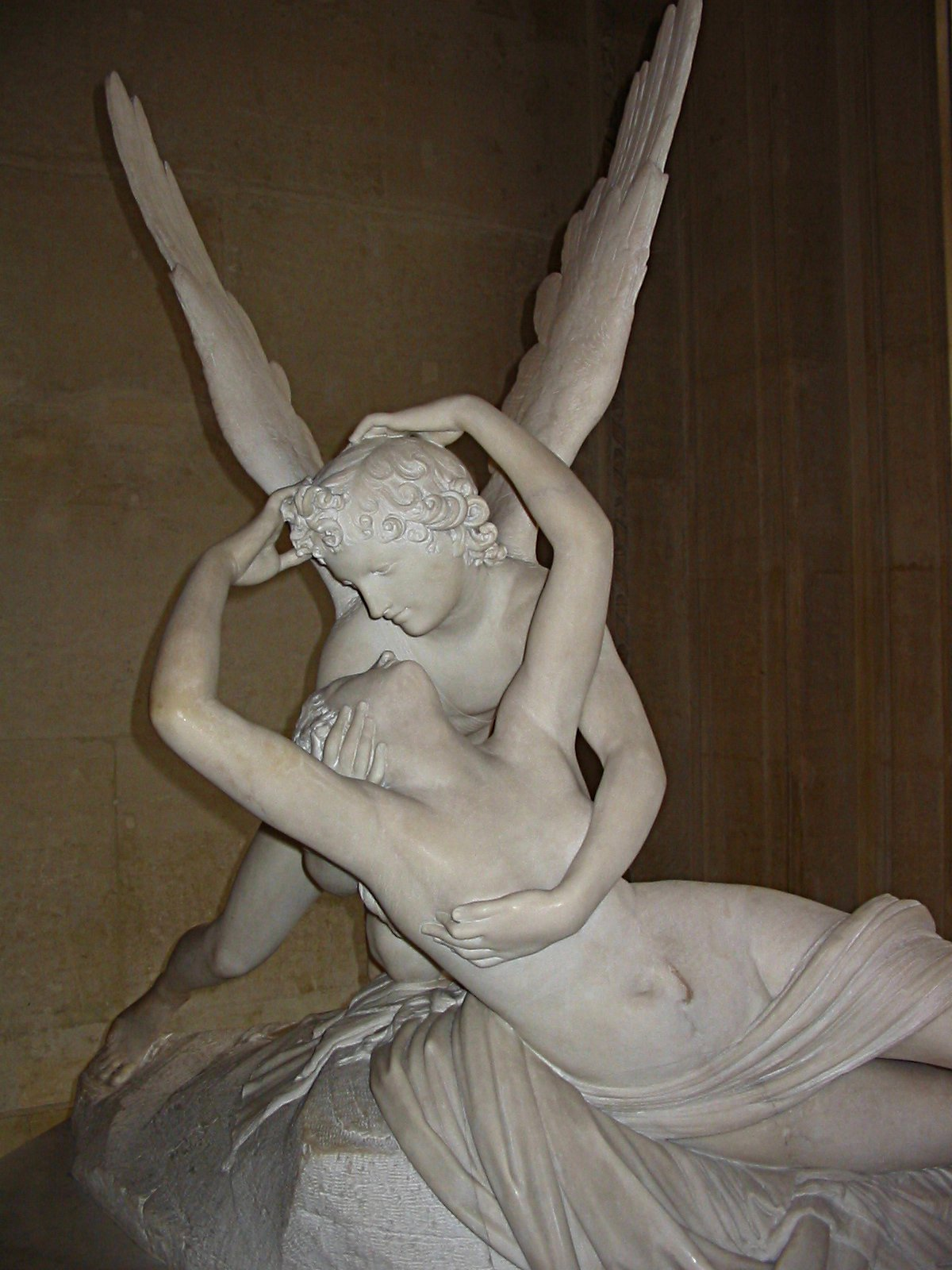
Amore e Psiche di Antonio Canova.

#### Matrimonio e adulterio
Il De amore (De arte honesti amandi) è stato scritto intorno al 1185 dal religioso Andrea Cappellano ed è un testo che è stato ampiamente frainteso, come se volesse dare una patina di legittimità e permissivismo tout court nei confronti delle relazioni extraconiugali; è qui tuttavia utile tener separato e distinto il concetto di amore romantico ottocentesco (implicante anche la possibilità di relazione adulterina) da quello di amor cortese per interpretare gli argomenti concettuali espressi nel libro: il matrimonio non è una scusante per non amare più, il troppo facile raggiungimento dell'amore lo rende di scarso valore, quando l'amore viene reso pubblico raramente resiste e via dicendo.
Il pensiero d'amore, passione innata, si dissocia dall'azione, procede e si nutre della sola meditazione della mente! Alla base di quest'esperienza letteraria è la "tirannia d'amore" (il vero amante è costantemente e senza interruzione posseduto dal pensiero dell'amata); la spiritualizzazione del fenomeno porta alla sua conseguente de-sessualizzazione, così l'amore diviene un rito: rituale di omaggio alla donna (cortesia d'amore per l'appunto). La poesia trobadorica sancisce la signoria della donna (domina e magistra di dottrina amorosa) sull'uomo, fino a toccare vette di perversione sessuale e feticismo.
Il trattato (è stato supposto essere stato scritto su richiesta di Maria di Champagne, figlia del re Luigi VII di Francia e di Eleonora d'Aquitania) si propone due obiettivi, offrire le regole fondamentali del comportamento amoroso e definire in che cosa consiste l'amore perfetto; condannato dalla Chiesa ancora nel 1277 l'opera ottenne comunque uno straordinario successo tra la classe aristocratica e l'alta borghesia nascente. Questo trattato ebbe enorme influenza sulla successiva lirica provenzale, ma anche sulla scuola siciliana; traccia dei suoi insegnamenti si può reperire nel ben più recente dolce stil novo. Secondo poi la tesi dibattuta di Rougemont in L'amore e l'occidente i trovatori provenzali e la lirica cortese trassero ispirazione dal catarismo, eresia di neo-manicheismo sviluppatasi a patire dal X secolo ed interrotta nel sangue con la crociata contro gli albigesi. 

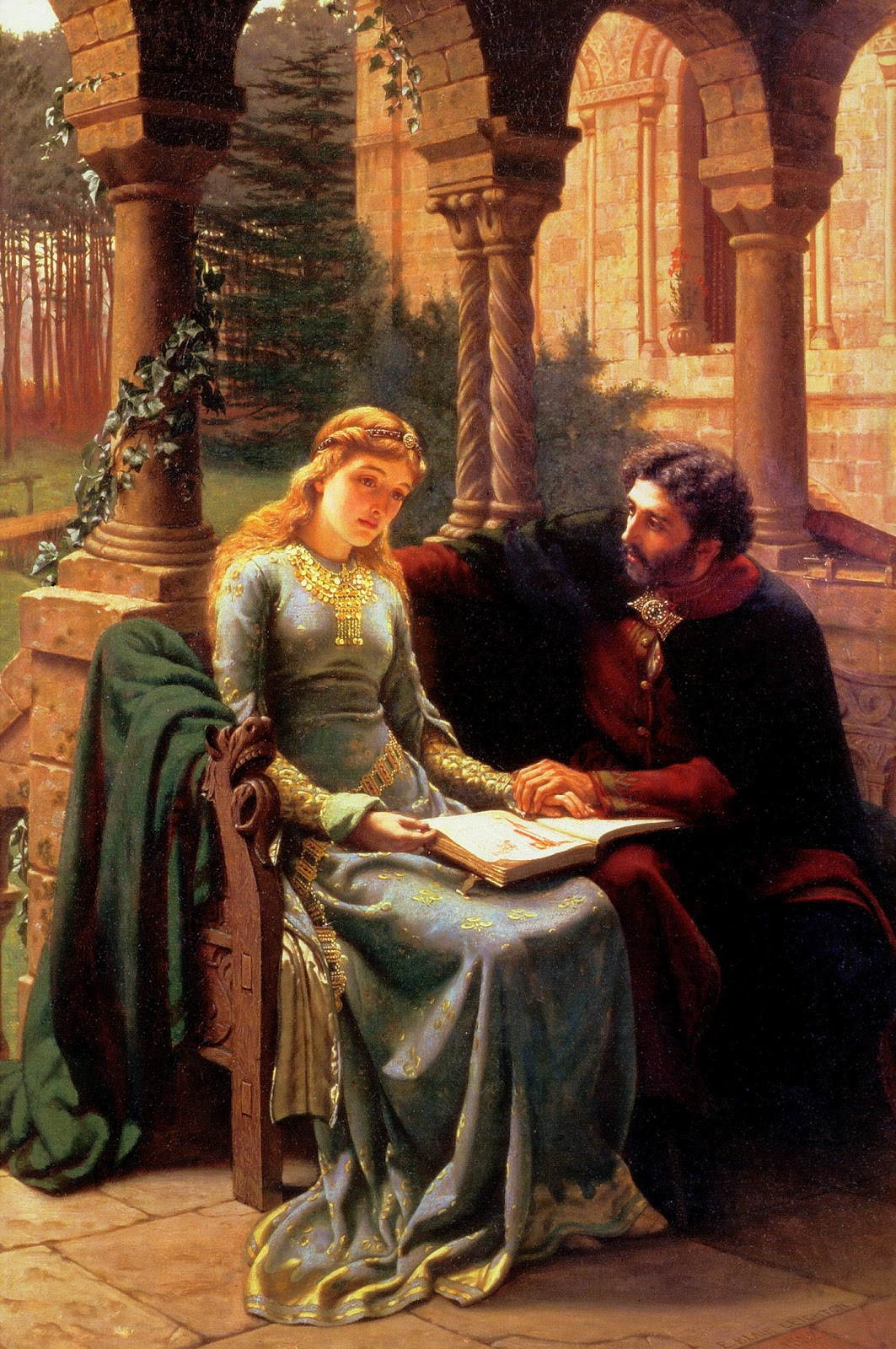
Abelardo ed Eloisa la sua pupilla (1882), di Edmund Leighton.

Occorre inoltre ricordare che il matrimonio diviene pienamente un sacramento solo a partire dal XIII secolo; ed è propriamente ad un concetto di doppia morale, una adatta agli strati sociali inferiori e più poveri e l'altra più consona alla casta nobiliare, a cui fa esplicito riferimento Cappellano (amore come privilegio di coloro che sono affrancati dal bisogno; l'affrancamento dalla schiavitù materiale come prerequisito dell'amore): all'ideologia profana dell'amore vengono fatte sempre più ampie concessioni. Il sesto dialogo del II libro stabilisce addirittura una formale distinzione tra moralità maschile e femminile; ai maschi lo svago sessuale è permesso, è difatti «un privilegio del loro sesso fare tutto quello che, in questo mondo, è disonesto per natura».
Quest'amore cantato nella poesia trobadorica esalta spesso l'adulterio spirituale (il vero rapporto amoroso deve avere sempre luogo fuori dall'unione matrimoniale ufficiale, ci dice ancora Cappellano), ma al tempo stesso anche l'irraggiungibilità della dama; questa forma di adulterio e tradimento, almeno in parte, si fa tappa del percorso pedagogico che porterà il cavaliere a divenire a sua volta capofamiglia: in questi amori sempre contrastati l'amante passa di cimento in cimento, in un percorso pedagogico che il cavaliere, per giungere alla pienezza virile, deve continuare finché dura la sua giovinezza. L'iniziatrice è generalmente una donna sposata, la moglie del suo signore.
L'apparizione della "passione d'amore" doveva radicalmente trasformare il giudizio portato sullo stesso concetto - religiosamente inteso - di adulterio; quello commesso da Tristano rimane una colpa, ma purtuttavia al tempo stesso riveste l'aspetto d'un'avventura che si rivela essere più bella di qualsiasi morale: una morale di libertà amorosa si contrappone qui "ereticamente" ai dogmi della Chiesa, esaltando un insieme di valori da cui risulta, almeno in linea di principio, una condanna del matrimonio (sacrilegio per la dottrina religiosa, delitto contro l'ordine naturale e sociale, in quanto vede gli sposi esclusivamente come due corpi atti a procreare, non esseri che amano).
Giovanni Boccaccio nel secolo successivo dedica interamente la settima giornata del Decameron a ragionar «delle beffe le quali o per amore o per salvamento di loro le donne hanno già fatte a' lor mariti senza essersene essi avveduti o no»: con lui l'adulterio si fa radicalmente terreno.

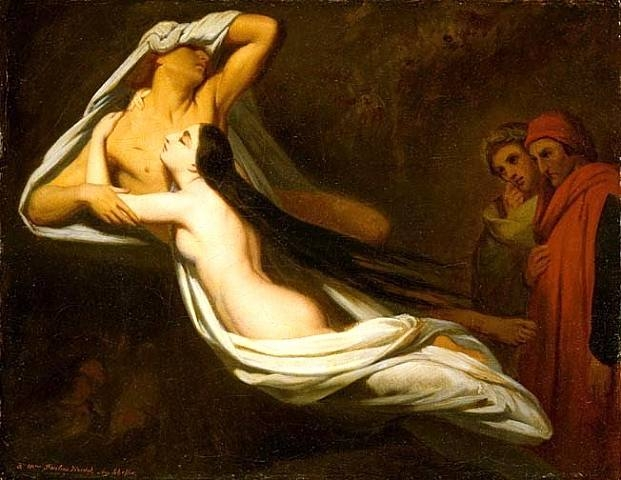
Le ombre di Paolo e Francesca appaiono ai due sommi poeti per raccontar del loro amore funesto (1850-52), di Ary Scheffer.

### Amore del lontano
(Friedrich Nietzsche in Così parlò Zarathustra (Dell'amore per il prossimo))
"L'amor de lonh", legato alla concezione dell'amor cortese elaborata dai poeti trovatori, indica l'amore lontano e irraggiungibile. Sussistono probabilmente inclinazioni che predispongono ad innamorarsi di una persona "non raggiungibile": omosessualità latente, narcisismo secondario, paura del rapporto sessuale, complesso di castrazione, ecc..
Il suo cantore è Jaufré Rudel: s'innamorò di una donna senza averla mai veduta, per il bene che ne aveva sentito dire; su di lei scrisse molte poesie e, per vederla, si fece crociato e prese la via del mare. Forse nessun altro atteggiamento spirituale appartiene al romanticismo, e di conseguenza anche all'amore romantico, come quello di chi tende verso qualcosa senza mai raggiungerlo o, trattandosi dell'oggetto d'amore, associa al suo raggiungimento la morte. Non a caso "nuova eresia albigese" fu chiamato il romanticismo tedesco da D. de Rougemont in L'amore e l'occidente.
Si può infine alludere al paradosso tipicamente romantico che consiste nel godere attraverso la distanza, l'accento viene spostato sulla speranza e sulla lontananza; si deve quindi, allora, tanto cercare quanto temere il progresso nel processo dell'amare

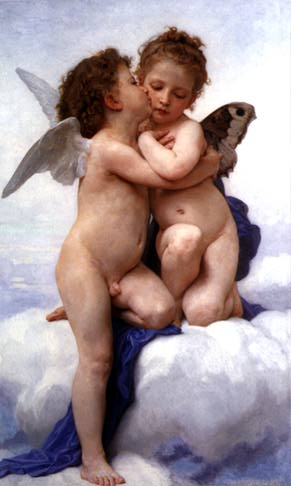
Il bacio tra Amore e Psiche bambini (1873), di William-Adolphe Bouguereau.

## Nella filosofia
Alcune di queste teorie vengono presentate anche nel Simposio di Platone: sei amici ateniesi, tra cui Socrate, s'incontrano ad un banchetto e innalzando la coppa di vino che tengono in mano danno ognuno una loro interpretazione di Eros in discorsi di lode divenuti famosi.
 Quando è giunto il proprio turno Aristofane narra un mito in cui descrive come i partner sessuali si vengano l'un l'altro a cercare in quanto discendono da esseri che una volta erano uniti mentre ora sono separati; vi erano tre forme originali di questi esseri, quelli composti da due metà maschili, quelli da due metà femminili ed infine quelli fatti da una metà maschile ed una femminile. Furono divisi dagli dei per contrastare l'assalto di tali creature al cielo (in altri miti identificati con gli Aloadi).
Questa storia è rilevante nella concezione del romanticismo moderno in parte a causa dell'immagine di reciprocità mostrata tra i sessi. Prima del discorso finale giunge anche il giovane Alcibiade, Socrate fa il suo encomio di amore e desiderio come mancanza di essere e forma di bellezza.
Il filosofo francese Gilles Deleuze lega questa idea di amore come mancanza alla visione di Sigmund Freud. L'autore britannico Iain King ha cercato di stabilire per il romanticismo quelle regole che si applicano nella maggior parte delle culture.

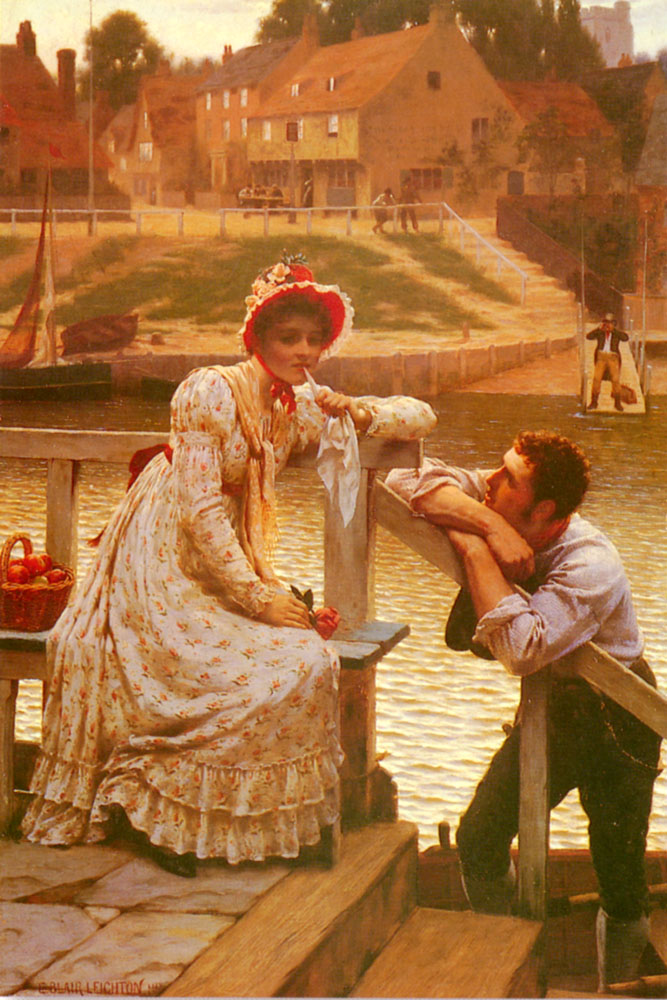
Corteggiamento, di Edmund Leighton. Il fidanzato è in attesa dall'altra parte del fiume mentre il traghettatore rimane a parlare con la bella ragazza.

### René Girard
Per gran parte del XX secolo ha dominato, sul romanticismo e le relazioni sessuali, la teoria freudiana del dramma familiare; questo ha dato luogo anche a qualche contro-teoria: teorici come Deleuze e Jacques Lacan hanno tentato di tornare ad un approccio filosofico più naturalistico. Altre teorie psicologiche, come quella ad esempio di Robert Sternberg, vedono l'amore romantico come modalità che unisce simpatia a interesse o desiderio sessuale.
René Girard invece sostiene che l'attrazione romantica sia un prodotto della gelosia e della rivalità, questo soprattutto all'interno di un triangolo amoroso; in ogni caso giunge a minimizzare l'individualità del romanticismo a favore della competizione e/o gelosia, sostenendo che l'attrazione romantica si pone principalmente come attrazione che viene osservata dagli altri due componenti del triangolo. Indica alcune celebri opere di William Shakespeare come Sogno di una notte di mezza estate, Come vi piace e Il racconto d'inverno quali tra gli esempi più noti di competitività indotta all'interno d'una relazione romantica.

### Arthur Schopenhauer
La riflessione nei riguardi del processo di corteggiamento ha inoltre contribuito alla visione pessimistica dell'esistenza di marca schopenhaueriana, nonostante il successo che Arthur Schopenhauer ebbe tra i romantici; il filosofo tedesco ha teorizzato che gli individui cerchino partner i quali condividano determinati interessi e gusti, mentre allo stesso tempo sono alla disperata ricerca di un completamento di se stessi in un'altra persona, come nel modo di dire "gli opposti si attraggono": «Ma ciò che attira, in ultima analisi, due individui di sesso diverso esclusivamente tra di loro con tanta forza è la volontà-di-vivere che si manifesta in tutta la specie».

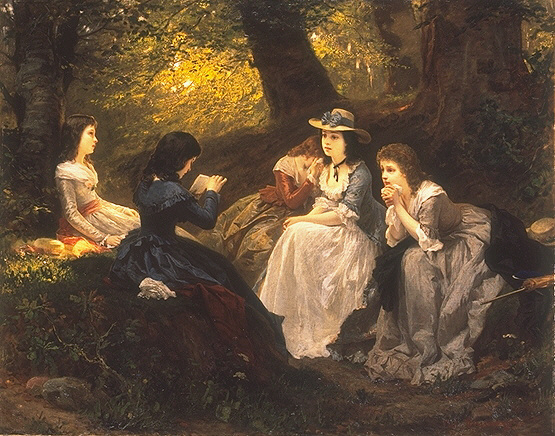
Leggendo il Werther (1870), di Wilhelm Amberg.

### Altri
Filosofi moderni di varia estrazione si sono concentrati su una riflessione riguardante la moralità, come La Rochefoucauld, David Hume e Jean-Jacques Rousseau, ma il "desiderio" è stato centrale soprattutto nel pensiero francese e già ai tempi di Hume si tendeva ad adottare una visione del mondo ed un temperamento considerati francesi. Il desiderio entro quest'ambiente ha dato un'idea molto generale di ciò che erano le "passioni", ben distinto dall'idea contemporanea di "appassionato" oggi equiparato alla definizione di "romantico".
L'amore è stato ancora un tema ben presente e centrale nel successivo movimento del Romanticismo il quale si è concentrato su temi quali l'assorbimento nella Natura e il senso dell'Assoluto, così come l'amore platonico e/o non corrisposto in buona parte della letteratura e filosofia tedesca del tempo (I dolori del giovane Werther, che è del 1774, su tutti).
Tra i filosofi ed altri autori che si sono interessati alla natura dell'amore ci sono Jane Austen, Stendhal, George Meredith, Marcel Proust, David Herbert Lawrence, Sigmund Freud, Jean Paul Sartre, Simone de Beauvoir, Ernest Hemingway, Henry Miller, Gilles Deleuze, Alan Soble e Ayn Rand.

### Filosofia e letteratura

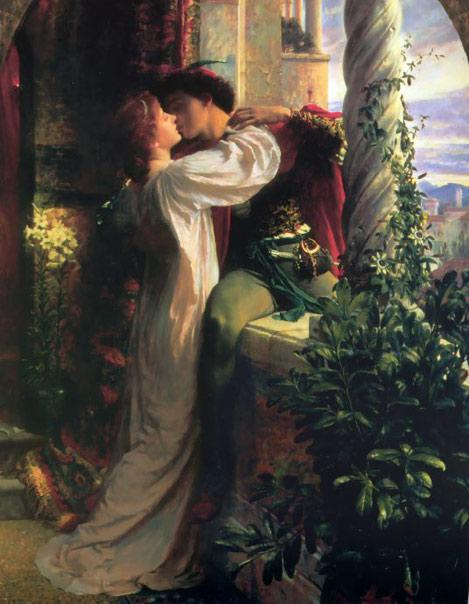
Romeo and Juliet (1884), di Frank Dicksee. Scena del bacio sul balcone, un attimo prima di separarsi.

Già William Shakespeare in Romeo e Giulietta lascia capire che per Romeo Montecchi non è il matrimonio con Giulietta Capuleti la cosa più importante, ma semplicemente d'esser unito a lei romanticamente; ciò implica che quello che cerca non è affatto il matrimonio di per sé (santo e combinato): il matrimonio significa la rimozione dell'ostacolo sociale tra le due famiglie rivali, non che è una richiesta di Giulietta per poter aver il permesso di amarla, diviene un'aggiunta al suo amore dandogli un ancor maggiore significato (Romeo e Giulietta; Atto II; Scena III).
Shakespeare e Søren Kierkegaard condividono un punto di vista del tutto simile, che cioè matrimonio e romanticismo NON sono in sintonia l'uno con l'altro. Il romanticismo solleva questioni di emotivismo (o, in senso peggiorativo, di nichilismo) come se l'attrazione spirituale nei confronti del mondo potesse in realtà non elevarsi al di sopra o distinguersi dall'attrazione sessuale, dall'attrattività fisica o ancora dalla sensibilità estetica.
Mentre il Buddha ha insegnato una filosofia assoluta dell'amore compassionevole, nella sua concezione di anātman la realtà mondana è essenzialmente vuota; in questo caso una visione apparentemente negativa del mondo può causare molteplici punti di vista globali, per esempio se si confrontano Buddha e Shakespeare con Friedrich Nietzsche. Kierkegaard ha invece affrontato queste idee in opere come Aut-Aut e gli Stadi sul cammino della vita.

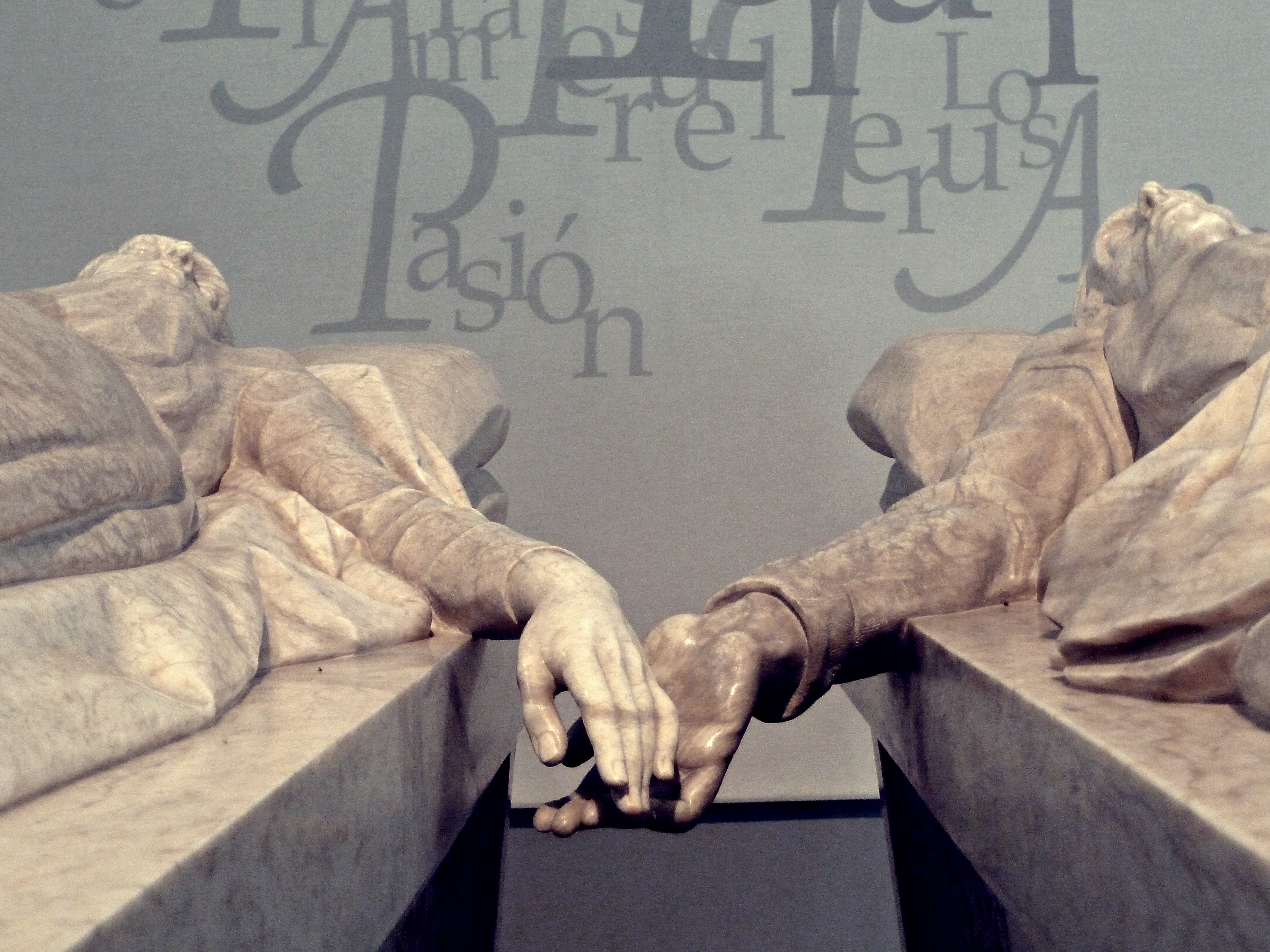
Monumento funebre agli Amanti di Teruel, uniti anche nella morte, le mani si sfiorano.

## Tragedia e altre questioni sociali

### Amore e morte
Già molto prima del romanticismo tedesco i due termini si trovano strettamente interconnessi, basti solo pensare ancora una volta al mito bretone riguardante Tristano: prode, bello ed esperto in tutte le arti, ma con l'impronta di un'inguaribile malinconia; solo la regina d'Irlanda Isotta la savia ha la capacità di guarire la sua intima ferita. La figlia di questa, Isotta la bionda, in compagnia di Tristano beve un filtro d'amore preparato dalla madre, cosicché il destino si compie.

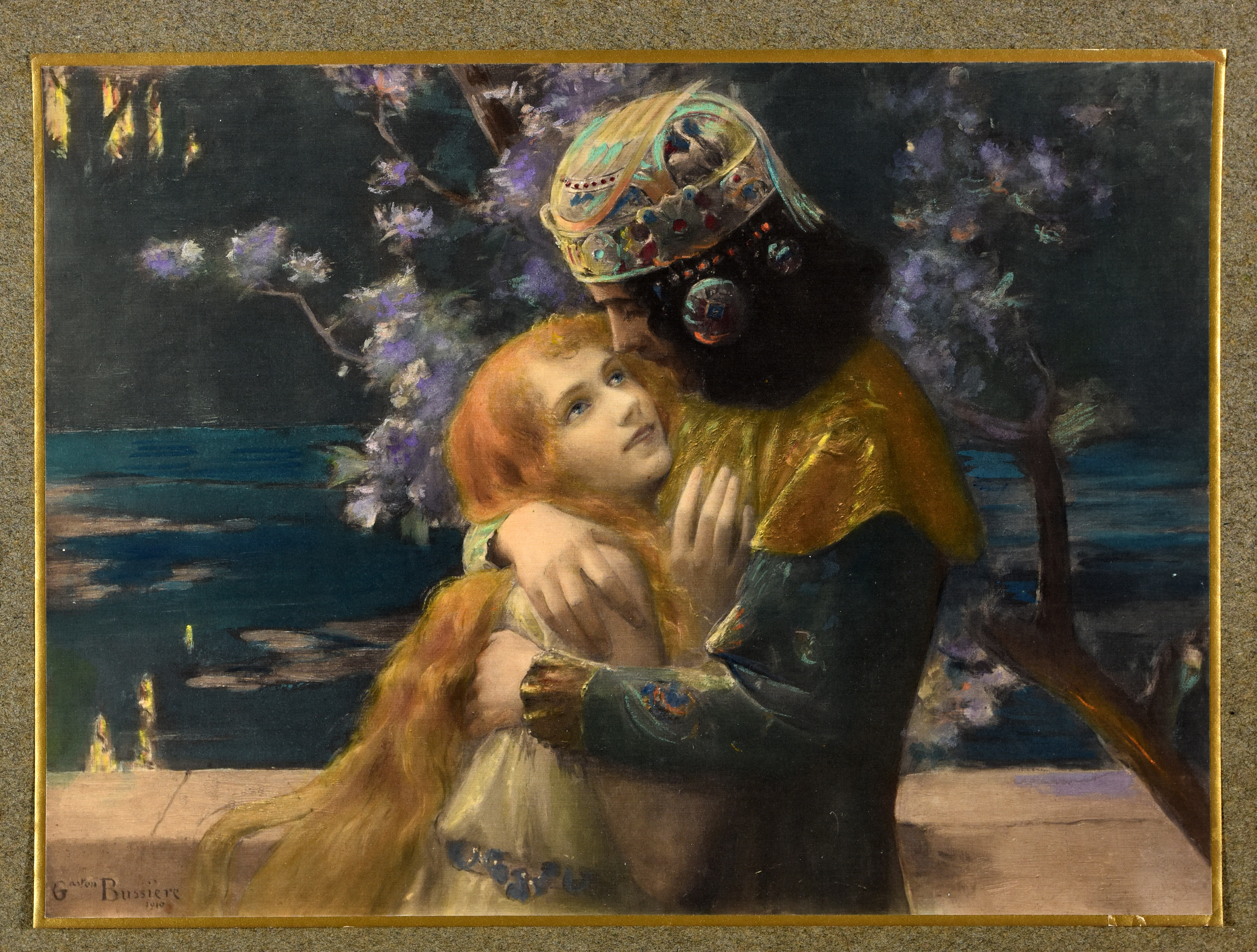
Elsa e Lohengrin (1910), di Gaston Bussière.

Per Rougemont il soggetto della leggenda è sì la separazione degli amanti, le difficoltà che costantemente affrontano, ma in nome della passione e per amore dell'amore stesso che li tormenta, per esaltarlo e trasfigurarlo, a danno della felicità e della loro stessa vita. Amore fatale, contraddittorio (gli amanti sanno di peccare e non possono pentirsi), un amore in cui «ciò che gli amanti amano è l'amore ed il fatto stesso d'amare... in cui la separazione viene cagionata dalla loro stessa passione»; un amore che ricrea ad infinitum il proprio ostacolo. Ma quest'ostacolo voluto altro non è che un progresso verso la morte; un amore che dissimula il desiderio di morte (anche tramite il concetto di castità reciproca).
Qualche secolo dopo irromperanno nella scena letteraria i due prototipi per eccellenza degli amanti adolescenti contrastati, Romeo e Giulietta. Dice Ariés: le distanze tra l'amore e la morte si erano accorciate e gli artisti erano tentati di suggerire inconsapevolmente somiglianze un tempo ignorate tra l'uno e l'altra. Nel monologo del giovane, prima di uccidersi sopra il corpo di Giulietta che crede già morta, la cripta diviene sfolgorante lucernario di festa: amore e morte s'accoppiano trucemente e dolcemente ad un tempo. Giulietta, risvegliatasi troppo tardi, vedendo il suo Romeo riverso su di lei si pugnalerà a sua volta sopra il corpo dell'amato.
Nel 1774 Goethe, ne I dolori del giovane Werther associa all'infelicità data dalla passione impossibile, anche una prima forma di ribellione sociale che poi tracimerà per tutto il secolo successivo; la volontà di morte che percorre la passione e che si dichiara esplicitamente solo col Romanticismo. Nel 1832 Giacomo Leopardi in Amore e Morte sancisce una fratellanza oramai codificata; amoroso affetto e desiderio di morire risultano uniti sul nascere.

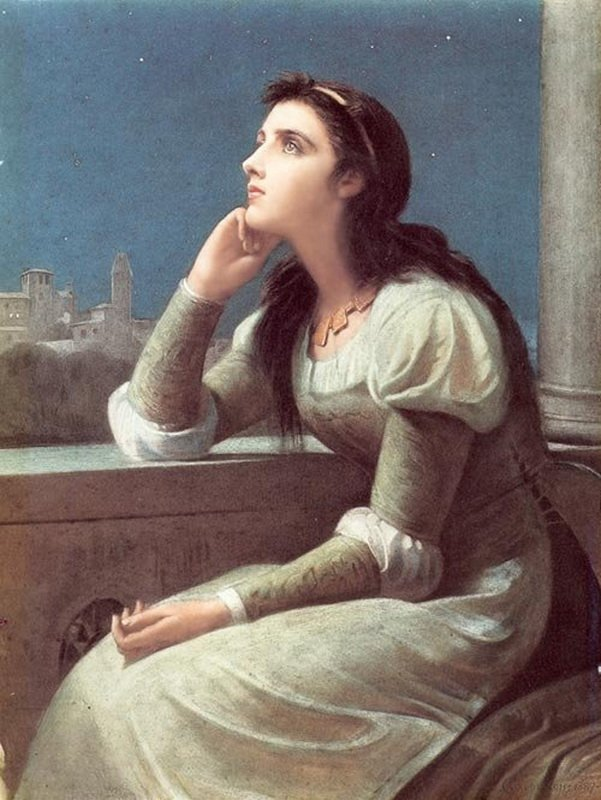
Juliet (1888), di Philip Hermogenes Calderon.

Il "mal sottile", la tubercolosi, malattia sacra dei romantici innamorati; colpisce soprattutto i giovani, li strugge lentamente ma consentendo fino all'ultimo istante di respiro, proprio grazie al potenziamento spirituale che se viene a trarre, una nuova ispirazione erotica e nuovi sentimenti amorosi. Nel 1797 era così morta di consunzione la fidanzata quindicenne di Novalis e poco dopo il poeta verga gli Inni alla notte in cui scrive «la Morte invita a nozze»: l'erotica della morte acquista così una fisionomia precisa. Il poeta muore poi lui stesso dolcemente a soli ventinove anni a causa dello stesso male.
Nel 1811 invece Heinrich von Kleist si uccide in compagnia di una donna, che «vuol morire con me», scrive: «la morte si mescola sempre con la poesia e con l'amore perché porta alla realizzazione dell'una e dell'altro».
Nel 1865 il musicista tedesco romanico Richard Wagner mette in scena il suo Tristano e Isotta: qui il mistico connubio assume tonalità più sensuali. Le sue suggestioni inducono ad identificare amore con bellezza e questa con la morte, il «bacio della bellezza è micidiale». Nel 1902 Thomas Mann in Tristano si vede la giovane donna tisica che suona il preludio dell'opera wagneriana all'uomo che ama in silenzio: «E un misterioso canto li strinse nell'ineffabile speranza della morte d'amore… Eterna notte d'amore! Regno della felicità che tutto contiene!» Adesso la morte è bella, sublime già nella malattia che la prefigura, corrispondentemente la vita è bruttezza, e l'amore è l'apprezzamento di quella mortale bellezza.
La contraddizione tragica tra il romanticismo e la società è più fortemente ritratto nella letteratura, oltre ai succitati poemi medioevali (Tristano e Isotta) e drammi teatrali shakespeariani (Romeo e Giulietta) con Anna Karenina di Lev Tolstoj e Madame Bovary di Gustave Flaubert. La maggior parte delle protagoniste femminili di queste storie vengono spinte al suicidio, muoiono per una causa di libertà contro l'oppressione matrimoniale.
La reciprocità dei sessi appare nel mondo antico soprattutto nel mito ove è infatti spesso oggetto di tragedia, per esempio nei racconti riguardanti Teseo e Atalanta.